# Anexaireta castanea
Anexaireta castanea är en tvåvingeart som först beskrevs av James 1975.  Anexaireta castanea ingår i släktet Anexaireta och familjen vapenflugor. Inga underarter finns listade i Catalogue of Life.